# Відносини Ісландія — Європейський Союз
Ісландія значною мірою інтегрована до Європейського Союзу за допомогою Угоди про Європейський економічний простір та Шенгенської угоди, попри свій статус держави, що не є членом ЄС. Ісландія подала заявку на членство в 2009 році, але заявка була суперечливою, і пізніше уряд Ісландії заморозив заявку.

## Порівняння
|                   | Європейський Союз | Ісландія |
| ----------------- | --- | --- |
| Населення         | 447,206,135 | 364,134 |
| Площа             | 4,324,782 км2 (1,669,808 sq mi) | 102 775 км2 (39 682 кв. милі) |
| Густота населення | 115/км2 (300/sq mi) | 3,5 / км 2 (9,1 / кв. милі) |
| Столиця           | Брюссель (де-факто) | Рейк'явік |
| Глобальні міста   | Париж, Рим, Берлін, Відень, Мадрид, Амстердам, Атени, Дублін, Гельсінкі, Варшава, Лісабон, Стокгольм, Копенгаген, Прага, Бухарест, Нікосія, Будапешт, Загреб, Софія | Жодне |
| Уряд              | Наднаціональна парламентська демократія на основі європейських договорів | Унітарна парламентська республіка |
| Перший лідер      | Президент вищої влади Жан Моне | Президент Свейтн Б'єрнссон |
| Поточний керівник | Голова ради Шарль Мішель Голова комісії Урсула фон дер Ляєн | Президент Гвюдні Йоуганнесон Прем'єр-міністр Катрін Якобсдоттір |
| Офіційні мови     | 24 офіційні мови, з яких 3 вважаються "процедурними" (англійська , французька та німецька) | Ісландська |
| Основні релігії   | 72% християн (48% римські католики, 12% протестанти, 8% православні, 4% інші християни), 23% нерелігійні, 3% інші, 2% іслам | 63,47% Церква Ісландії, 2,75% вільна лютеранська церква в Рейк'явіку, 1,98% вільна лютеранська церква в Хафнарфьордурі, 0,89% незалежної лютеранської конгрегації, 4,02% католицька церква, 2,05% інші християнські конфесії, 0,96% юдаїзм, 0,42% буддизм, 0,35% іслам, 14.30% інші та неуточнені, 7,17% нерелігійні |
| Етнічні групи     | німці (близько 83 мільйонів), французи (близько 67 мільйонів),італійці (близько 60 мільйонів), іспанці (близько 47 мільйонів), поляки (близько 46 мільйонів), румуни (близько 16 мільйонів), нідерландці (близько 13 мільйонів), греки (близько 11 мільйонів), португальці (бл. 11 млн.) та інші | 89% ісландці, 5% поляки, 1% литовці, 5% інші |
| ВВП (номінальний) | 16,477 трлн. дол. США, 31 801 дол. на душу населення | 27 мільярдів доларів, 75 700 доларів на душу населення |

## Інтеграція

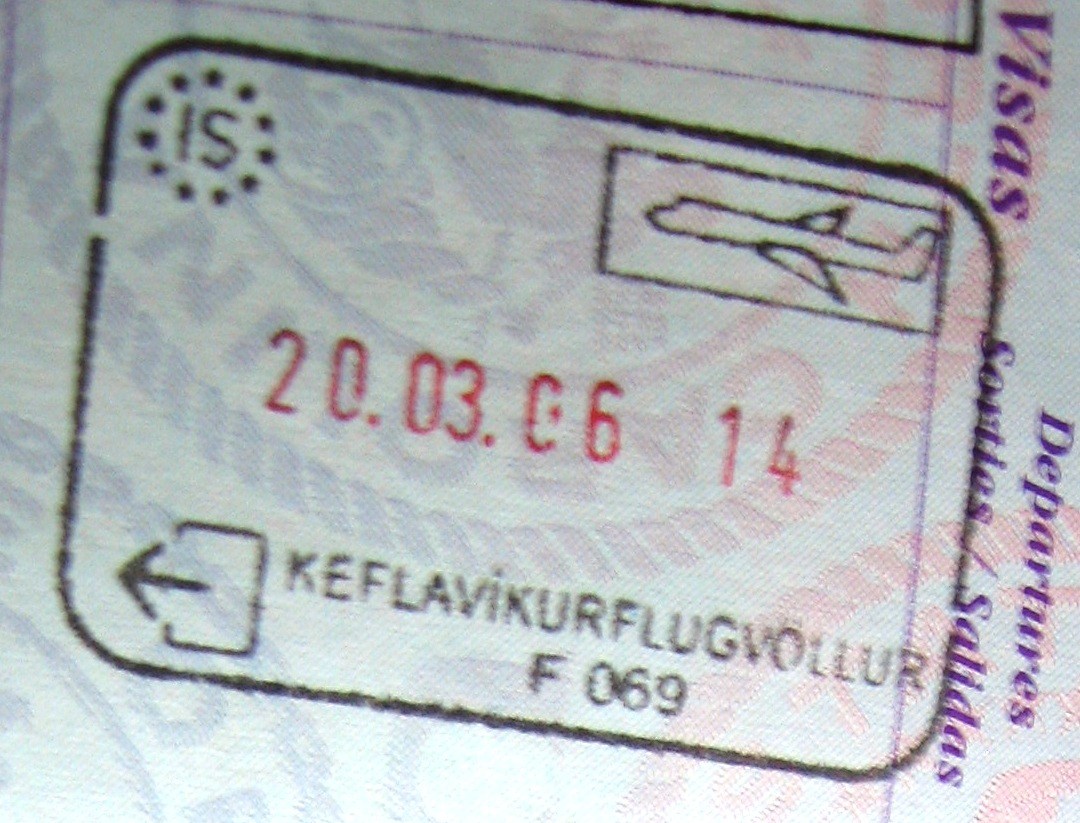
Хоча Ісландія не входить до ЄС, вона є членом Шенгенської зони

Ісландія є членом Європейської асоціації вільної торгівлі (ЄАВТ), групи чотирьох європейських країн, що не входять до ЄС, а також є частиною Європейського економічного простору (ЄЕЗ). Через ЄЕЗ Ісландія бере участь у програмах, що не мають права голосу, в деяких агентствах та програмах ЄС, включаючи підприємства, навколишнє середовище, освіту (включаючи програму Еразмус) та науково-дослідні програми. Ісландія також вносить кошти для "соціальної та економічної згуртованости" в ЄС / ЄЕЗ.  Ісландія також часто консультує ЄС з питань зовнішньої політики та часто приєднується до зовнішньої політики ЄС. Ісландія також бере участь у цивільних миротворчих місіях ЄС. Ісландія є членом Скандинавського паспортного союзу та Шенгенської зони, яка зараз є законодавством ЄС, як учасник, що не має права голосу. Участь Ісландії в Шенгенській зоні дозволяє вільне пересування людей між Ісландією та рештою Шенгенської зони. Кілька тисяч ісландців їдуть до ЄС та навчаються чи працюють у них. Переважна більшість іноземців в Ісландії походять з ЄС. Ісландія також пов'язана з Дублінською конвенцією про співробітництво у галузі юстиції та внутрішніх справ. Ісландія також має зв'язки з кількома державами-членами ЄС через членство в Північній раді.

### Використання євро
Під час ісландської фінансової кризи 2008–2011 років нестабільність в ісландській кроні призвела до обговорення в Ісландії питання прийняття євро. Однак член виконавчого комітету Європейського центрального банку Юрґен Старк заявив, що "Ісландія не змогла б прийняти валюту ЄС, не ставши попередньо членом ЄС". Станом на звіт ЄЦБ про конвергенцію у травні 2012 року, Ісландія не відповідала жодному з критеріїв конвергенції.  Через рік країна зуміла виконати критерії дефіциту і почала зменшувати співвідношення боргу до ВВП але все ще страждала від підвищеної інфляції за ХІПЦ та довгострокових державних процентних ставок.

### Пояснення щодо неприєднання Ісландії до Європейського Союзу
Вчені запропонували кілька пояснень, чому Ісландія не вступила до Європейського Союзу:
- Важливість рибної промисловості для економіки Ісландії та уявлення про те, що членство в ЄС (та його Спільна рибогосподарська політика ) матиме несприятливий вплив на рибну промисловість. [15] [16] [17]
- Уявлення про те, що членство в ЄС негативно позначиться на сільському господарстві Ісландії.
- Міцні зв’язки Ісландії зі США, що включали значну економічну, дипломатичну та військову допомогу, зменшили залежність Ісландії від європейських країн.
- Перемоги у війнах тріски могли зміцнити ісландський націоналізм і посилити уявлення про те, що Ісландія може досягти успіху за допомогою односторонніх або двосторонніх засобів, а не компромісів у багатосторонніх рамках.
- Виборча система Ісландії надає перевагу сільським районам, які є більш євроскептичними.
- Тенденція до ісландських еліт здобувати освіту в США або євроскептичних європейських країнах (таких як Велика Британія чи скандинавські країни), а також тісніше співпрацювати з політичними елітами цих країн.
- Ісландський націоналізм та спадщина минулого Ісландії як колоніального утворення. [18] [19]
- Вплив суперечки Icesave з Нідерландами та Великою Британією.

## Торговельні відносини

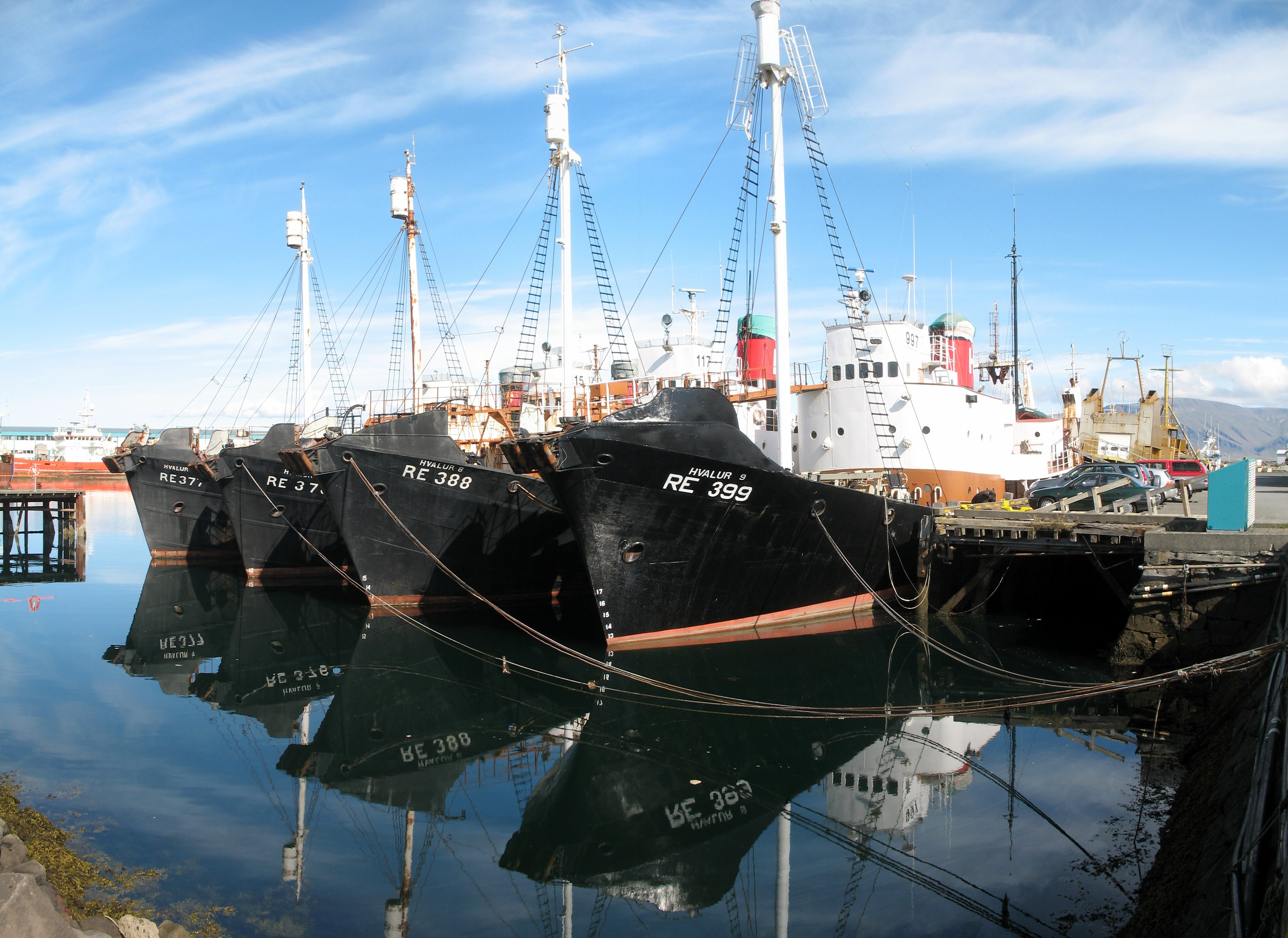
У рибному господарстві, що є найважливішим сектором ісландської економіки, Ісландія має сальдо в торгівлі з ЄС на суму 879 млн. Євро.

Економічні відносини між Ісландією та Європейським Союзом в першу чергу регулюються двома угодами: двостороння угода про вільну торгівлю, підписана в 1972 році, та угода про ЄЕЗ у 1994 році. ЄЕЗ було створено для надання Ісландії, серед інших європейських країн за межами ЄС, доступу до ринку ЄС. Доступ Ісландії до ринку ЄС щодо сільського господарства та рибальства регулюється окремими двосторонніми угодами. Ісландія юридично зобов'язана впровадити у власне законодавство всі директиви ЄС, що застосовуються до вільного руху товарів, людей, послуг та капіталу. Це доповнюється регулярними зустрічами між представниками ЄС та Ісландії, включаючи двічі на рік зустрічі міністрів закордонних справ ЄЕЗ.
| Ісландсько-європейська торгівля | Ісландсько-європейська торгівля | Ісландсько-європейська торгівля | Ісландсько-європейська торгівля |
| Напрямок торгівлі               | Товари (2016)                   | Послуги (2016)                  | Інвестиції (2016)               |
| ------------------------------- | ------------------------------- | ------------------------------- | ------------------------------- |
| ЄС до Ісландії                  | 2,9 млрд. Євро                  | 1,4 млрд. Євро                  | 8,5 млрд. Євро                  |
| Ісландія до ЄС                  | 3,6 млрд. Євро                  | 1,2 млрд. Євро                  | -0,8 млрд. Євро                 |

78% експорту Ісландії пішло до ЄС, а 52% імпорту Ісландії поступило з нього, що робить ЄС найважливішим торговим партнером Ісландії, а потім Норвегії. Традиційно економіка Ісландії зосереджується на риболовлі та відновлюваних джерелах енергії, але вона диверсифікується на виробництво алюмінію, фармацевтику, інформаційні технології, туризм та фінансовий сектор. Ісландія як і раніше є великим експортером риби (третій за величиною експортер до ЄС після Норвегії та Китаю) із профіцитом світової торгівлі в 1,1 млрд євро в 2008 році. У рибному господарстві ЄС мав дефіцит торгівлі в 2009 р. 879 млн. євро. До фінансової кризи Ісландії 2009 року її сектор комерційних послуг швидко зростав, складаючи майже 35% загального експорту (товари та послуги разом узяті).

## Вступ до Європейського Союзу
Ісландія подала заявку на вступ до Європейського Союзу 16 липня 2009 р., А офіційні переговори розпочались 27 липня 2010 р. Однак 13 вересня 2013 р. Уряд Ісландії розпустив свою групу приєднання та призупинив заявку на вступ до ЄС. 12 березня 2015 р. Міністр закордонних справ Ісландії Гуннар Брагі Свейнссон заявив, що він направив лист до ЄС, що відкликає заявку на членство, без схвалення Альтінга, хоча Європейський Союз заявив, що Ісландія офіційно не відкликала заявку. Якби переговори мали відновитись, Ісландія зіткнулася б із суперечливими питаннями рибного господарства, які потенційно могли б зірвати угоду, попри те, що вона вже є членом Європейського економічного простору (що виключає рибальство). Якби угода мала бути укладена, договір про приєднання підлягав би національному референдуму в Ісландії та вимагав би ратифікації кожною державою ЄС.

### Думка до 2008 року
З 1995 по 2007 р. урядова коаліція консервативної Партії незалежности (Sjálfstæðisflokkurinn) та ліберальної Прогресивної партії (Framsóknarflokkurinn) виступала проти вступу до ЄС, тоді як опозиційний Соціал-демократичний союз (Samfylkingin) підтримував переговори про членство. У 1994 році Соціал-демократична партія (Alþýðuflokkurinn) стала першою ісландською політичною партією, яка включила намір подати заявку на вступ до ЄС у своїй політичній заяві. Незважаючи на таку ворожість до членства в ЄС, Партія Незалежности була змушена прийняти деякі обмеження, пов'язані з участю у європейському проєкті. Ісландія шукала притулку, наданого ЄЕЗ, ЄАВТ та Шенгену, оскільки не членство в ЄЕЗ та ЄАВТ загрожувало б її ключовим економічним інтересам, а не членство в Шенгені наклало би тягар на ісландських осіб.
Колишній прем'єр-міністр Халлдор Асгрімссон передбачив 8 лютого 2006 року, що країна приєднається до ЄС до 2015 року. Він додав, що вирішальним фактором буде майбутнє та розмір єврозони, особливо, прийняли б Данія, Швеція та Велика Британія євро чи ні.  Його передбачення отримало певну критику, не в останню чергу з боку людей, що належать до його власного уряду. Ще один колишній прем'єр-міністр, Ґейр Х. Гарде, неодноразово висловлював свою протидію членству в ЄС як на посаді міністра закордонних справ за часів Халдора Асгрімссона, так і після вступу на пост прем'єр-міністра. У відповідь на попередні передбачення Халлодора Асгрімссона Хаарде сказав: "Я не поділяю цієї точки зору. Наша політика - не приєднуватися в осяжному майбутньому. Ми навіть не вивчаємо членство ". У своїй промові на конференції в Університеті Ісландії 31 березня 2006 р. Гейр Харде повторив те, що він неодноразово говорив, - що ніякі особливі ісландські інтереси не вимагають членства в ЄС. У цій же промові він далі детально пояснив, чому Ісландії не було б в інтересах прийняти євро.
Після виборів 2007 року Партія незалежности та Соціал-демократичний альянс створили нову коаліцію з політикою не подавати заявки на членство, а створити спеціальний комітет для моніторингу розвитку в ЄС та запропонувати шляхи реагування на це. Через обмежену валюту Ісландії,  уряд вивчив можливість прийняття євро без вступу до Європейського Союзу. Однак ЄС заявляє, що Ісландія не може приєднатися до Економічного та валютного союзу (ЄВС), не ставши повноправним членом ЄС (усі інші країни, що не входять до ЄС, які використовують євро, роблять це, оскільки раніше використовували валюту держави-члена, яку замінили на євро).

### Вплив фінансової кризи 2008 року
На засіданні членів своєї партії 17 травня 2008 р. Гейр Харде заявив, що, на його думку, вартість вступу до ЄС перевищує вигоди, і тому він не виступає за членство.  Однак у жовтні 2008 року під час переговорів про репатріацію частини пенсійних фондів Ісландії з іноземними інвестиціями - Ісландія, яка особливо постраждала від фінансової кризи у вересні 2008 року - профспілки вимагали від Ісландії подати заявку на членство в ЄС в обмін на обмеження заробітної плати. 30 жовтня 2008 р. Йоргердур Катрін Гуннарсдоттір, міністр освіти, заявив, що "Ісландія повинна визначити свої довгострокові національні інтереси, і частина цього - перегляд валютного режиму, включаючи можливу заявку в ЄС" і що заявка на членство потрібно було обговорити "за тижні, а не за місяці". 
Через два тижні, 17 листопада 2008 року, Партія Незалежности заявила, що проведе свій з'їзд партії в січні 2009 року замість осені 2009 року, щоб переглянути можливість подати заявку на членство в ЄС; Прогресивна партія також оголосила, що проведе свій з'їзд партії в січні, після того як двоє членів парламенту проти ЄС (включаючи лідера партії) подали у відставку і були замінені депутатами, які більш позитивно ставляться до заявок ЄС. Прогресивна партія прийняла на своєму конгресі підтримку заявки на членство в ЄС, але з дуже суворими умовами, включаючи одну, що вимагає повноважень Ісландії щодо риболовлі та інших національних ресурсів.  Коли уряд, очолюваний Партією Незалежности, було розпущено в січні, партія вирішила перенести свій з'їзд до березня. З'їзд врешті-решт вирішив незмінну опозицію до членства в ЄС, але також заявив, що якщо це питання буде відкрито іншими, як заявка, так і початковий договір про вступ з ЄС повинні бути винесені на референдум. США відхилили фінансовий запит Ісландії про фінансову підтримку після економічної катастрофи 2008 року. Ісландія звернулася за допомогою до ЄС, але вони також відхилили запит Ісландії про допомогу. Це серйозно пошкодило зусилля єврофілів в Ісландії продати ЄС як постачальника притулку Ісландії. Єврофіли головним чином зосереджувались на потенційних економічних вигодах від членства в ЄС та прийнятті євро, наголошуючи на перевагах дешевших товарів для споживачів та підприємств, та доступі до допомоги структурних фондів ЄС для сільських районів, сільського господарства та туристичної галузі. Однак ЄС не згадував про ЄС як про постачальника притулку з м'якою охороною. Після швидкого економічного відновлення та значного протистояння членству в країні заявка була призупинена в 2013 році. В даний час ісландський уряд не розглядає країну як кандидата на вступ до ЄС, хоча і не відкликав заявку на членство. Членство Ісландії в Європейському економічному просторі (ЄЕЗ) та Шенгені надає Ісландії частковий політичний, економічний та соціальний притулок, але це є другорядним для офіційного членства в ЄС. Членство Ісландії в ЄС навряд чи відбудеться в сучасних внутрішніх та європейських умовах. Потрібні кардинальні зміни, щоб змінити сучасну європейську політику Ісландії. Потрібно взяти до уваги внутрішні особливості кожної держави, щоб повністю зрозуміти її розрахунки вартості та переваг потенційних відносин з притулком. 

### Вибори 2009 року та парламентські дебати
Міністр фінансів Ісландії Штейнгрімур Зігфуссон, напередодні перших виборів у країні після фінансової кризи, заявив, що "будь-яке рішення про приєднання Ісландії до Європейського Союзу та єдиної валюти має приймати її народ, а не одна політична партія". що питання членства в ЄС є найбільшою загрозою для стабільної коаліції. На виборах 2009 року, що відбулися після фінансової кризи, Прогресивна партія перейшла на підтримку членства в ЄС, але Партія незалежности закликала провести референдум до початку переговорів. Соціал-демократичний альянс визначив приєднання до ЄС ключовим питанням своєї кампанії.
Після перемоги на виборах проєвропейського соціал-демократичного альянсу прем'єр-міністр Йоханна Сігурдардоттір говорила про негайне звернення до Європейського Союзу та прийняття євро протягом чотирьох років як способу вирішення боргу країни. Наприкінці квітня 2009 року було оголошено, що Велика Британія, яка на той час була державою-членом Європейського Союзу, з якою Ісландія має довгу історію суперечок щодо риболовлі та територіальних вод, підтримала вступ Ісландії до ЄС.
На початку травня 2009 року стало відомо, що питання про подання заявки на членство в ЄС, ймовірно, буде залишено парламенті, в якому Альянс, Прогресивна партія та Громадянський рух вже мали достатньо місць для затвердження заяви.  Однак лідер Прогресивної партії Зігмундур Давір Гунлаугссон рішуче заперечив проти пропозиції, що його партія допоможе уряду в цьому питанні.  Партнер ліво-зелених коаліцій проти ЄС погодився, що навесні 2010 року міністр закордонних справ представить парламенту законопроєкт про переговори з ЄС. 10 травня 2009 року прем'єр-міністр Йоханна Сігурдардоттір заявила, що уряд має намір рухатися до членства швидше, ніж очікувалося раніше. Вона повідомила, що 15 травня 2009 року в парламенті буде внесено законопроєкт, що дозволяє розпочати переговори про вступ з ЄС. Вона також заявила, що впевнена в тому, що закон буде прийнятий, і що вона забезпечила парламентську більшість з цього питання, попри офіційне протидія переговорам одного з її партнерів по коаліції. Далі вона сказала, що очікує подання офіційної заяви не пізніше липня 2009 року. Здавалося, це залишило Ісландію на шляху вступу до ЄС разом із Хорватією в 2011 році, як передбачав комісар з питань розширення ЄС Оллі Рен. Уряд заявив, що це питання буде винесене на голосування після узгодження угоди про приєднання.
Клопотання про подання заяви про членство було офіційно подано до парламенту 25 травня 2009 р. Голосування мало відбутися 13 липня, але було відкладено до 16 липня. По-перше, пропозиція Партії Незалежности провести референдум за заявою про членство була розгромлена 32–30 при одному утримався. Тоді пропозиція Соціал-демократичного альянсу негайно подати заявку на членство була схвалена вузькою більшістю голосів від 33 до 28 голосів при 2 утрималися.

### Заява про членство
Щоб стати членом, країна повинна спочатку подати заявку, а потім бути визнаною країною-кандидатом. Для цього країна повинна задовольнити перший із Копенгагенських критеріїв : вона повинна бути політично стабільною демократією, яка поважає права людини. Потім відбудуться переговори, на яких буде розглянуто виконання країною економічних критеріїв, ступінь прийняття країною законодавства ЄС та чи будуть якісь винятки. Комісар з питань розширення ЄС Оллі Рен заявив, що переговори щодо договору про приєднання зайнятимуть менше року, оскільки Ісландія вже прийняла дві третини законодавства ЄС стосовно ЄЕЗ. Він інколи стверджував, що переговори можуть зайняти до чотирьох років.
30 січня 2009 р. Рен прокоментував, що Ісландія може негайно вступити до Європейського Союзу в 2011 році, одночасно з Хорватією, сказавши, що Ісландія - це стара демократія, але також що вона не повинна отримувати особливого режиму. Квоти на риболовлю та ісландський китобійний промисел можуть бути найскладнішими питаннями таких переговорів. 16 липня 2009 року Алтинг проголосував за переговори про вступ з ЄС (33 голосами «за», 28 «проти» і 2 утримались). Голова парламентського комітету з питань ЄС Арні Мор Сігурдссон заявив, що Ісландія не буде готова приєднатися до ЄС раніше 2013 року. Однак уряд заявив, що планує завершити переговори до кінця 2010 року.
17 липня 2009 року заява про членство Ісландії в ЄС була передана уряду Швеції, який тоді головував у Раді Європейського Союзу, послом Ісландії в Стокгольмі.  Заяву знову передав міністр закордонних справ Ісландії шведському на церемонії в Стокгольмі 23 липня 2009 р. Лист-заява був датований 16 липня 2009 р. Заяву було визнано Радою Європейського Союзу 27 липня 2009 р.

### Переговори про приєднання
Швеція, яка тоді була головою ЄС, заявила, що надасть пріоритет процесу вступу Ісландії до ЄС. 24 липня парламент Литви одноголосно схвалив і надав повну підтримку заявці на членство Ісландії в Європейському Союзі. Пізніше, 27 липня, Мальта також заявила, що підтримує кандидатури Ісландії в ЄС. У вересні 2009 року міністр закордонних справ Іспанії відвідав Ісландію, щоб обговорити хід ісландської заявки; Іспанія очолювала ЄС з січня по червень 2010 року. 8 вересня комісія ЄС направила Ісландії список із 2500 запитань щодо виконання політичних та економічних критеріїв та прийняття законодавства ЄС. Ісландія повернула відповіді на них 22 жовтня 2009 р. 2 листопада Ісландія обрала головного переговорника для переговорів про членство з ЄС: Стефана Хаукура Йоханнесона, посла Ісландії в Бельгії.
У січні 2010 року спір про Icesave став проблемою. Велика Британія та Нідерланди хочуть, щоб уряд Ісландії повернув їм витрати, понесені на покриття збитків своїх громадян через банкрутство деяких ісландських банків. Якщо Ісландія не платить, Велика Британія та Нідерланди можуть створити перешкоди для членства. Якщо Ісландія погодиться погасити Велику Британію та Нідерланди, додана заборгованість ускладнить прийняття євро, що є основною причиною вступу Ісландії до ЄС через критерії конвергенції. Міністр закордонних справ Іспанії Мігель Анхель Моратінос, який тоді головував у Європейському Союзі, заявив, що суперечка про Icesave не впливає на заявку Ісландії. Девід Мілібенд, тодішній міністр закордонних справ Великої Британії, підтвердив постійну підтримку Великої Британії заявки Ісландії на вступ до ЄС. Крім того, міністр закордонних справ Нідерландів Максим Ферхаген заявив, що, хоча відкриття переговорів не буде заблоковано суперечкою Icesave, вона повинна бути вирішена до вступу Ісландії.
У лютому 2010 р. Європейський комісар з питань розширення та європейської політики сусідства рекомендував Раді Європейського Союзу розпочати переговори про приєднання до Ісландії.  Хоча очікувалося, що Ісландія буде розглянута як офіційний кандидат на саміті ЄС у березні, це було затримано, щоб дозволити німецькому національному парламенту, який має повноваження обговорювати важливу політику ЄС, таку як розширення, до того, як уряд вживе заходів, розглянути справу.  Парламент Німеччини проголосував за відкриття переговорів про членство 22 квітня 2010 р.  У червні Європейська рада вирішила розпочати переговори  а 17 червня 2010 року ЄС надав Ісландії статус офіційного кандидата, офіційно затвердивши відкриття переговорів про членство. Переговори про членство в ЄС розпочались 27 липня 2010 р.  перевірка окремих глав acquis розпочалася 15 листопада 2010 р.  Ісландія отримала право на передпріоритетне фінансування від ЄС за допомогою Інструменту попередньої вступу (IPA) з липня 2010 р. 
Перший щорічний звіт про переговори був опублікований у листопаді 2010 року:  основними питаннями, що стояли на меті, залишалися рибний сектор та полювання на китів, в той час як прогрес був досягнутий у суперечці щодо Icesave. 
Процес скринінгу завершився, а офіційні переговори розпочались 27 червня 2011 року. Було відкрито чотири розділи: наука та дослідження; освіта та культура; державні закупівлі; інформаційне суспільство та ЗМІ. Перші два були негайно закриті, перший в історії приєднання. Ісландія мала на меті відкрити половину розділів, що залишились під польським головуванням (друга половина 2011 року), а іншу половину - під наступним президентством Данії (перша половина 2012 року). Незважаючи на суперечки щодо Icesave та риболовлі, і той факт, що тоді не було більшості на користь членства в Ісландії, міністр закордонних справ Ісландії Оссур Скарфендінсон був впевнений, що Ісландія приєднається, і розглядав гнучкість ЄС у переговорах з Норвегією в 1990-х роках як надію. Однак він стверджував, що врешті-решт найбільші рибальські країни ЄС впливатимуть на результат заявки. У лютому 2013 року головний ісландський учасник переговорів заявив, що головною рушійною силою вступу Ісландії до ЄС є вигода для країни від прийняття євро для заміщення ісландської крони, яка страждає від інфляції. Зафіксовано, що інфляція ІСЛ за ІСЦ і пов'язані з цим довгострокові державні процентні ставки становлять приблизно 6 відсотків у середньому за 2012 рік. Однак найголовніше, що, хоча країна зберегла ісландську крону, вона не змогла скасувати контроль над капіталом, нещодавно запроваджений в умовах економічної кризи. Введення євро, набагато сильнішої валюти, дозволить країні зняти цей контроль над капіталом і досягти збільшення внутрішнього потоку зовнішньоекономічного капіталу, що в кінцевому підсумку забезпечить більш високий і стабільний економічний ріст. Щоб мати право приймати євро, Ісландії потрібно було б приєднатися до ЄС, оскільки ЄС в односторонньому прийнятті євро відмовив.

### Вибори 2013 року та відкликання заяви
18 грудня 2012 року парламентський комітет Ісландії з питань закордонних справ подав пропозицію про призупинення переговорів про вступ. У ході також передбачається проведення "референдуму про подання заяв" з метою визначення волі ісландського народу до будь-якого відновлення переговорів.  Подібна пропозиція була подана до парламенту Ісландії в травні 2012 року, але була відхилена голосуванням 25 за і 34 проти.  Парламент Ісландії ще не проголосував за нову пропозицію, яку в той час підтримали в основному опозиційна Партія незалежности та Прогресивна партія.  Лідери обох правлячих партій, Соціал-демократичного альянсу та Ліво-зеленого руху, заявили, що не підтримують цей рух.  Однак деякі депутати від Ліво-зеленого руху заявили про свою підтримку заходу.  10 січня 2013 року ця пропозиція була офіційно прийнята комітетом закордонних справ. 
14 січня уряд Ісландії оголосив, що переговори будуть уповільнені і що угода про приєднання не буде досягнута до парламентських виборів у квітні.  До виборів нові глави не відкриватимуться, хоча переговори будуть продовжуватися щодо вже відкритих глав.  У лютому 2013 р. Національний з'їзд Партії незалежности і Прогресивної партії підтвердив свою політику щодо того, що подальші переговори про членство з ЄС слід припинити і не відновлювати, якщо вони не будуть вперше схвалені національним референдумом   тоді як національний конгреси Соціал-демократичного альянсу, "Світлого майбутнього" та "Ліво-зеленого руху" підтвердили свою підтримку завершенню переговорів про вступ до ЄС. 
З 19 березня 2013 року, Оргерури Катрін Ганнарсдоттір, Сторона, незалежність парламент, висунули рух в альтинге закликає до проведення референдуму, що задає ісландської громадськість повинні переговори про вступ в ЄС по- , як і раніше. Вона запропонувала провести референдум під час можливих парламентських виборів у квітні, якщо це можливо, або під час місцевих виборів навесні 2014 р.  У відповідь на Гуннарсдоттір та інших прихильників інтеграції до ЄС в рамках Партії незалежности Бьярні Бенедіктссон, лідер партії, повторив політику партії щодо припинення переговорів з ЄС, але пообіцяв провести референдум щодо продовження переговорів у першій половині термін їх дії, якщо вони формують уряд.   
Правлячі ліві партії зазнали великої поразки на парламентських виборах, що відбулись 27 квітня 2013 року, тоді як центристська Прогресивна партія мала велику перемогу. Лідери Прогресивної партії та Партії незалежности розпочали переговори щодо формування коаліційного уряду, і 22 травня було оголошено, що узгоджена коаліційна платформа, яка зупинить усі переговори про вступ з ЄС і не відновлюватиме їх, якщо це не буде затверджено референдум. Однак згідно з ісландським законодавством припиняти переговори вирішує не уряд, а парламент Ісландії. 13 червня міністр закордонних справ Ісландії Гуннар Брагі Свейнссон повідомив Єврокомісію, що новообраний уряд має намір "призупинити переговори". Президент Європейської комісії Мануель Баррозу відповів 16 липня 2013 року проханням до нового ісландського прем'єр-міністра ухвалити рішення про продовження заявки на вступ "без подальших зволікань" і наголосив, що ЄС залишається "відданим продовженню процесу переговорів про вступ, який, я впевнений, міг би розглянути особливості Ісландії". 
У серпні 2013 року ісландський уряд заявив, що отримав юридичну думку про те, що парламентське голосування 2009 року не зобов'язувало його продовжувати переговори про вступ з ЄС. У світлі цього Міністерство закордонних справ заявило, що "вирішило розглянути питання про розпуск комітету з переговорів".  Через кілька тижнів комітет був офіційно розпущений. Міністр закордонних справ Гуннар Брагі Свенссон заявив, що "процес призупинено. Але нічого не закрито ".  У жовтні 2013 року Бенедіктссон заявив, що рішення про припинення заявки на членство в Ісландії не буде ухвалене, поки уряд не підготує звіт про переговори й не завершить "останні зміни в рамках союзу", які очікуються до кінця 2013 року. Далі Бенедіктссон заявив, що "ми побачимо, буде внесена пропозиція до парламенту чи ні". 12 березня 2015 р. Міністр закордонних справ Ісландії Гуннар Брагі Свейнссон заявив, що він направив лист до ЄС, що відкликає заявку на членство, без схвалення Альтінга, хоча Європейський Союз заявив, що Ісландія офіційно не відкликала заявку.

## Громадська думка
Опитування, опубліковане в січні 2014 року, показало, що 67,5% ісландців підтримують проведення референдуму щодо продовження переговорів про вступ.  22 лютого правлячі партії погодились офіційно відкликати заявку на членство, не проводячи попередньо референдум з цього питання, та подали законопроєкт до парламенту з проханням дозволити це зробити.   Рішення призвело до того, що тисячі протестуючих вийшли на вулиці біля будівель парламенту в Рейк'явіку.    До 28 лютого 82% висловилися за проведення референдуму.  Понад 40 000 людей (16,5% виборців Ісландії) підписали петицію з вимогою провести обіцяний референдум.   25 лютого голова парламентської групи Партії незалежности Рагнейдур Рікардсдоттір заявила про свій намір не голосувати за пропозицію.  На початку березня посол ЄС в Ісландії заявив, що країна може тримати призупинену заявку, замість того, щоб вирішувати питання відновлення переговорів або офіційного відкликання заяви, "але, звичайно, не на необмежений період часу".  Законопроєкт не був прийнятий до літньої канікули парламенту. 
Були проведені різні опитування громадської думки щодо початку переговорів про вступ, вступу до ЄС або прийняття євро.
Станом на 20 січня 2015  53 555 осіб (22,1% виборців Ісландії) підписали петицію з вимогою провести обіцяний референдум. Опитування Gallup, проведене на початку російського вторгнення в Україну 2022 року під час російсько-української війни, показало, що ісландці (47%) підтримують приєднання до Європейського Союзу.

## Порівняння з країнами ЄС
Якби Ісландія була прийнята до ЄС, це була б найменша держава-член за кількістю населення. Його площа (103000 км 2 ) дещо наближається до середнього показника для країн ЄС (165 048 км 2 ), але це буде найменш густонаселена країна в ЄС. У наведеній нижче таблиці показано її чисельність та щільність населення у порівнянні з деякими іншими державами-членами.  
| Показники чисельності населення | Показники чисельності населення | Показники чисельності населення |         | Густота населення       | Густота населення | Густота населення |
| Ранг ЄС                         | Країна                          | Населення                       | Ранг ЄС | Країна                  | Щільність         |                   |
| ------------------------------- | ------------------------------- | ------------------------------- | ------- | ----------------------- | ----------------- | ----------------- |
|                                 | Ісландія                        | 329 100                         |         | Ісландія                | 3.3               |                   |
| 27                              | Мальта                          | 429 344                         | 27      | Фінляндія               | 18,0              |                   |
| 26                              | Люксембург                      | 562 958                         | 26      | Швеція                  | 23.8              |                   |
| 25                              | Кіпр                            | 847 008                         | 25      | Естонія                 | 30.3              |                   |
| 14                              | Швеція (медіана ЄС )            | 9 747 355                       | 14      | Словенія (медіана ЄС )  | 102.4             |                   |
|                                 | Середнє значення для ЄС         | 18 149 682                      |         | Середнє значення для ЄС | 117,5             |                   |
| 2                               | Франція                         | 66 415 161                      | 2       | Нідерланди              | 500,7             |                   |
| 1                               | Німеччина                       | 83157201                        | 1       | Мальта                  | 1 352,4           |                   |

ВВП Ісландії на душу населення є одним з найвищих у Європі, як показано в наступних таблицях:  
Ісландська мова також буде однією з найменших офіційних мов ЄС щодо носіїв мови (разом з ірландською та мальтійською ).

## Подальше читання
- Бальдур Торхалссон. 2019 р. " Ісландія та європейська інтеграція [Архівовано 13 квітня 2021 у Wayback Machine.] ". в Оксфордській дослідницькій енциклопедії політики.